# MDPHP
Le MDPHP ou méthylènedioxy-α-pyrrolidinohexanophénone est un psychostimulant proche de la famille des pyrovalérones, en particulier de la méthylènedioxypyrovalérone (MDPV). La seule différence est l'ajout d'un groupe méthyle sur la chaine alkyle.

## Stéréochimie
L'atome de carbone portant le groupe pyrrolidine est chiral. Le MDPHP se présente donc sous la forme de deux énantiomères. L'énantiomère R de la pyrovalérone serait inactif. Par déduction, seuls les énantiomères S des dérivés de la pyrovalérone, comme le S-MDPHP, seraient actifs pharmacologiquement et psychologiquement.[réf. nécessaire]